# Gustav Georg Embden
Gustan Georg Embden (Amburgo, 10 novembre 1874 – Nassau, 25 luglio 1933) è stato un biochimico tedesco, bisnipote di Heinrich Heine.

## Biografia
Embden studiò a Friburgo in Brisgovia, Strasburgo, Monaco di Baviera, Berlino e Zurigo. Nel 1904 divenne il direttore del laboratorio chimico degli Städtische Krankenhäuser (ospedali cittadini) di Sachsenhausen, quartiere di Francoforte. Nel 1914 il laboratorio si espanse dando vita all'Istituto di fisiologia vegetativa dell'Università di Francoforte. Dal 1925 al 1926 Embden fu rettore della stessa.
Nel 1929 contribuì a chiarire il meccanismo della glicolisi, con l'ausilio di Otto Meyerhof e Jakub Parnas: per questo motivo tale processo biochimico è detto anche via di Embden-Meyehof-Parnas.